# 千鳥 (搞笑組合)
千鳥（日語：千鳥）是日本的搞笑藝人二人組，成員有大悟（擔任裝傻角色）和阿信（擔任吐槽角色）。千鳥曾多次晉身M-1大賽決賽圈，但從未勝出；亦曾在漫才比賽THE MANZAI中進入決賽，分別於2011年和2012年取得第3名和第2名。曾為綜藝節目《Picaru的定理》（富士電視台）的固定成員，这是他們首個於日本全國播出的常規節目。
自我介紹詞為「岡山的漫才番長」（岡山の漫才番長）。兩人均出身自岡山縣。

## 成員
- 大悟（1980年3月25日－），本名山本大悟。2010年2月18日結婚，同年10月女兒出生。[4]
- 阿信（1979年12月30日－），藝名原文為：（Nobu），本名早川信行。2008年跟交往了11年的女友結婚[5]，2010年9月兒子出生[4]。曾在綜藝節目男女糾察隊中因為被沙灘排球選手淺尾美和叫錯名字而改藝名為「阿信小池(ノブ小池 / Nobukoike)」，現已改回。

## 外部連結
- 官方檔案介紹（页面存档备份，存于）（日語）
- 阿信的X（前Twitter）（日語）